# 8461 Sammiepung
8461 Sammiepung eller 1981 EC21 är en asteroid i huvudbältet som upptäcktes den 2 mars 1981 av den amerikanska astronomen Schelte J. Bus vid Siding Spring-observatoriet. Den är uppkallad efter Sammie J. Pung.